# Jamie Ford
Jamie Ford (9 de julio de 1968) es un escritor estadounidense. Se dio a conocer con su novela debut, Hotel on the Corner of Bitter and Sweet. El libro pasó 130 semanas en la lista de bestseller del New York Times. También fue elegido como el número uno del Club de lectura otoño de 2009/invierno de 2010 por la Asociación Estadounidense de Libreros.
Sus historias también se han incluido en Secret Identities: The Asian American Superhero Anthology y The Apocalypse Triptych, una serie de tres antologías de ficción apocalíptica y posapocalíptica en la que Ford escribió steampunk de temática asiática. Las colecciones fueron editadas por John Joseph Adams y Hugh Howey.

## Biografía
Jamie Ford nació el 9 de julio de 1968 en Eureka, California, pero creció en Ashland, Oregón, Port Orchard y Seattle, Washington. Su padre, nativo de Seattle, es de ascendencia china, mientras que su madre es de ascendencia europea.
Su apellido occidental "Ford" proviene de su bisabuelo, Min Chung (1850-1922), quien emigró a Tonopah, Nevada en 1865 y luego cambió su nombre a William Ford. La bisabuela de Ford, Loy Lee Ford, fue la primera mujer china en poseer una propiedad en Nevada.
Ford obtuvo una licenciatura en Diseño del Art Institute of Seattle y también asistió a la Escuela de Conceptos Visuales de Seattle.
Ford se casó con Leesha Procopio el 8 de agosto de 2008 a las 8:08 p. m. en Ashland, Oregón, al ser el ocho un número de la suerte en China.
Jamie Ford vive actualmente en Montana.

### Carrera
Su novela debut, Hotel on the Corner of Bitter and Sweet recibió críticas positivas desde su lanzamiento y numerosos reconocimientos de prestigio.
En 2013, lanzó su segundo libro, Songs of Willow Frost.
En 2017, se lanzó su tercera novela, Love and other Consolation Prizes [Amor y otros premios de consolación].
En 2018, ArtsFund le otorgó su premio anual a la Contribución Destacada a las Artes.

## Libros

### Hotel on the Corner of Bitter and Sweet
El primer libro de Ford, Hotel on the Corner of Bitter and Sweet [Hotel en la esquina de Amargo y Dulce], se publicó el 1 de febrero de 2009. La novela recibió numerosos premios tras su publicación. Los premios más notables llegaron en 2010, cuando el libro fue el ganador en la categoría "Ficción para adultos" en el Premio Americano de Asia/Pacífico de Literatura 2010, y fue finalista del Premio Langum de 2009 de ficción histórica. La Asociación Estadounidense de Libreros también lo nombró como el número uno del club de lectura para otoño de 2009/invierno de 2010.
El libro se desarrolla principalmente en las áreas de Nihonmachi y en las áreas Chinatown-Internacional del Distrito de Seattle, Washington. Cambia entre dos narrativas diferentes realizadas por Henry Lee, chino-estadounidense, cada una de las cuales tiene lugar en diferentes momentos de su vida. La primera narración, situada en 1942, justo después de que Estados Unidos entrara en la Segunda Guerra Mundial, se centra en las luchas de Henry con el racismo hacia los chinos y los japoneses-estadounidenses que era común durante ese período y su relación con una joven japonesa-estadounidense llamada Keiko Okabe. La segunda narración, que también tiene lugar principalmente en el distrito internacional de Chinatown, se desarrolla en 1986, y se centra principalmente en un Henry adulto, de unos cincuenta años, mientras intenta reconectarse con su hijo mayor, Marty, después de la muerte de su esposa Ethel.
El libro se incluyó en diversas listas y selecciones en los medios que incluyeron la selección de la lista IndieBound NEXT, una selección de voces originales de Borders, una selección del club de lectura de Barnes & Noble, la selección de Pennie's en Costco, la selección de club Target y como bestseller nacional.
La novela recibió críticas positivas, incluso del New York Times y la autora Lisa See. El autor de Seattle, Garth Stein, comentó: "Una novela tierna y satisfactoria ambientada en un tiempo y un lugar perdidos para siempre, Hotel on the Corner of Bitter and Sweet nos da una idea del daño causado por la guerra, no el daño generalizado en el campo de batalla, sino el daño frío y cruel en los corazones y en la humanidad de las personas individuales. Especialmente relevante en el mundo de hoy, este es un libro bellamente escrito que te hará pensar. Y, lo que es más importante, te hará sentir". Lisa See dijo que la novela explora "viejos conflictos entre padre e hijo", mientras que el libro fue "un debut impresionante, amargo y dulce". Goodreads le dio a la novela una calificación de 4 de 5 estrellas, con más de 100 000 votos. El libro también recibió críticas positivas de Kirkus Reviews. Hasta el 10 de agosto de 2018, el libro tenía 3082 reseñas en Amazon.com, con 4,6 de 5 estrellas posibles.

### Songs of Willow Frost
El 10 de septiembre de 2013, Ford lanzó su segunda novela, Songs of Willow Frost, que debutó en el puesto número 11 en la lista de superventas del New York Times. Después del lanzamiento del libro, recibió críticas principalmente positivas, y los lectores de Barnes & Noble calificaron el libro con un 4,5 sobre 5 en noviembre de 2013.
El libro es la historia de un niño chino americano huérfano de doce años llamado William. Está ambientada en el barrio chino de Seattle en las décadas de 1920 y 1930, y se cuenta alternativamente desde la perspectiva de su madre y desde la de William. El libro también contiene detalles sobre la vida en Seattle en las décadas de 1920 y 1930. El libro hace referencia a una serie de figuras históricas, incluido el "Rey del Ron" Roy Olmstead y la cineasta Nell Shipman. También hay una gran cantidad de referencias a lugares desaparecidos pero no del todo olvidados, como Meadows Race Track, Frederick & Nelson y Seattle's Film Row. Poco después de su lanzamiento, el libro pasó a la segunda ronda de los Goodreads Choice Awards 2013 en la categoría de ficción histórica. Al 10 de agosto de 2018, el libro tenía 684 reseñas en Amazon con un promedio de 4.1 de 5 estrellas.

### Love and Other Consolation Prizes
En la Feria Mundial de 1909 de Seattle, un joven llamado Earnest fue subastado. No se conoce mucho más de él. Jamie Ford le ha dado un apellido, Young, una novia, una vida en el distrito tenderloin de Seattle, y más tarde esposa e hijas. Hasta el 10 de agosto de 2018, el libro tiene 275 reseñas en Amazon con un promedio de 4.4 de 5 estrellas.